# Дни в Долине Смерти
Эта статья — о телесериале. О радиопередаче см. Дни в Долине Смерти (радиопередача).
«Дни в Долине Смерти» (англ. Death Valley Days) — американский вестерн-телесериал, транслировавшийся разными телеканалами с 1952 по 1970 год. За 18 лет было отснято 452 эпизода, разделённых на 18 сезонов.

## Сюжет
Каждый эпизод длиной около 25 минут представляет собой отдельную историю. В сериале рассказывается о жизни на Диком Западе: о переселенцах, ковбоях, перегонщиках скота и других. Часто в сериях изображены реально жившие в то время люди: политики, бизнесмены, шерифы, бандиты, индейские вожди, первопроходцы и другие. В двух эпизодах, разделённых промежутком в восемь лет, рассказывается о реальном событии: об удивительной судьбе калифорнийского посёлка Раф-энд-Рэди, который «отделился» от США, а три месяца спустя обратно к ним «присоединился», чтобы иметь полное право отпраздновать День независимости.
Действие сериала разворачивается в штате Аризона (в отдельных эпизодах — в штатах Юта и Калифорния), в том числе немалое количество эпизодов было действительно отснято в Долине Смерти — самой низкой точке Северной Америки и самой жаркой точке Западного полушария.

## В ролях
Рассказчики за кадром (хронологически)
- Стэнли Эндрюс (Старый Рейнджер) — 296 эпизодов, с 1952 по 1964 год
- Рональд Рейган — 52 эпизода, с 1964 по 1965 год
- Роберт Тейлор — 78 эпизодов, с 1966 по 1969 год
- Дейл Робертсон — 26 эпизодов, с 1969 по 1970 год

Актёры (более 15 эпизодов)
- Рональд Рейган — Чарльз Постон[англ.] / Уильям Рэлстон[англ.] / Дэвид Фаррагут / Томас Смит[англ.] / Джеймс Хьюм[англ.] / прочие персонажи (в 21 эпизоде)
- Джон Пикард[англ.] — разные роли (в 21 эпизоде)
- Дон Хаггерти[англ.] — Хорейс Тэбор[англ.] / прочие персонажи (в 21 эпизоде)
- Грегг Палмер[англ.] — разные роли (в 19 эпизодах)
- Рой Энгел[англ.] — разные роли (в 18 эпизодах)
- Грегг Бартон[англ.] — разные роли (в 18 эпизодах)
- Расти Уэсткоатт[англ.] — разные роли (в 16 эпизодах)
- Роберт Тейлор — Хорейс Белл[англ.] / Джеймс Келли / Джеймс Ривис[англ.] / прочие персонажи

Гостевое участие (менее 16 эпизодов)
- Рори Кэлхун (в роли Бёртона Моссмена[англ.] и Уильяма Ричардсона[англ.])
- Мирна Фэй
- Томми Реттиг (в роли Джоэля Робисона[англ.])
- Роберт Уилк[англ.]
- Джеймс Каан
- Кэрин Капсинет
- Рой Тиннес[англ.]
- Моррис Энкрам[англ.]
- Роберт Армстронг
- Джейсон Эверс[англ.]
- Морган Вудуорд[англ.] (в роли Томаса Фицпатрика)
- Виктор Френч[англ.]
- Трис Коффин[англ.] (в роли Джошуа Бина[англ.])
- Джеральд Мор (в роли Андреса Пико)
- Даб Тейлор[англ.]
- Джон Эстин
- Тол Эвери[англ.] (в роли Сиднея Эджертона)
- Пэрли Баер[англ.] (в роли Хораса Грили)
- Майкл Константин
- Пэт Праест[англ.]
- Марджори Беннетт[англ.]
- Джон Бек
- Роберт Блейк (в роли Билли Кида)
- Джон Андерсон (в роли Джона Танстолла[англ.])
- Ллойд Бохнер[англ.] (в роли Роберта Льюиса Стивенсона)
- Дэвид Брайан (в роли Джейкоба Хэмблина[англ.])
- Бинг Расселл[англ.] (в роли Бёрта Элворда[англ.])
- Майкл Пэйт[англ.] (в роли Огастина Чакона[англ.])
- Ричард Уэбб[англ.]
- Пол Бринегар[англ.]
- Стэнли Адамс[англ.]
- Конлан Картер[англ.] (в роли Лаймена Фрэнка Баума)
- Дон Колье[англ.] (в роли Джозайи Уилбаргера[англ.])
- Джен Клейтон (в роли сестры Джозайи Уилбаргера)
- Бен Купер[англ.]
- Джинн Купер
- Кен Кёртис[англ.]
- Кэти Льюис[англ.]
- Джун Дэйтон[англ.] (в роли жены Дэвида Фаррагута)
- Рой Бэкрофт[англ.] (в роли мэра Лас-Анимаса[англ.])
- Денвер Пайл
- Гейл Дэвис[англ.]
- Джим Дэвис (в роли Грэта Далтона[англ.], Уайетта Эрпа и Эзры Микера, в 12 эпизодах)
- Розмари Декамп
- Роберт Корнтуэйт[англ.]
- Ивонн де Карло
- Энджи Дикинсон
- Кэрол Тарстон[англ.]
- Джон Дусетт (в роли Джеронимо)
- Дик Саргент
- Росс Эллиотт (в роли Темпла Хьюстона[англ.])
- Хоуп Эмерсон
- Пол Фикс[англ.]
- Джон Картер[англ.] (в роли Стивена Остина)
- Рон Фостер[англ.]
- Роберт Фуллер[англ.]
- Лайза Гэй
- Джордж Гобел[англ.]
- Рон Хагерти[англ.]
- Люк Хэлпин (в роли «Песчаного Короля»[англ.])
- Джеймс Хэмптон[англ.] (в роли Уильяма Херста)
- Барри Келли (в роли Джорджа Херста)
- Бретт Халси[англ.]
- Рон Хэйс[англ.]
- Перси Хелтон
- Эрин Моран
- Скип Хомейер
- Кэрол Брюстер
- Шерри Джексон
- Дефорест Келли
- Кэти Хурадо
- Джун Локхарт (в роли Айны Кулбрит[англ.])
- Кэти Гарвер[англ.] (в роли Айседоры Дункан в детстве)
- Шон Макклори[англ.] (в роли Хоакина Миллера)
- Дэйтон Ламмис[англ.] (в роли Лью Уоллеса)
- Расс Конуэй[англ.]
- Стротер Мартин (в роли Эда Шиффелина[англ.])
- Джеймс О’Малли[англ.]
- Джейми Фарр
- Кэрол Мэтьюс[англ.] (в роли Белль Старр)
- Тим Макинтайр[англ.]
- Тайлер Маквей[англ.]
- Кинан Уинн
- Коди Железные Глаза[англ.]
- Байрон Морроу[англ.] (в роли Бригама Янга)
- Кен Мюррей[англ.]
- Леонард Нимой (в роли Жёлтого Медведя[англ.])
- Уэйн Роджерс (в роли Ричарда Пратта[англ.])
- Фесс Паркер[англ.]
- Хэнк Паттерсон[англ.] (в 15 эпизодах)
- Сью Рэндолл
- Ларри Пеннелл[англ.]
- Сьюзан Сифорт Хейс
- Филлип Пайн[англ.] (в роли Кита Карсона)
- Ричард Симмонс[англ.] (в роли Джона Фримонта и Веллингтона Стюарта)
- Дон Кифер
- Пола Реймонд (в роли Полин Кашмэн)
- Рэй Дантон[англ.] (в роли будущего мужа Полин Кашмен)
- Вон Тейлор[англ.] (в роли Эсбёри Харпендинга[англ.])
- Расселл Джонсон
- Гилберт Роланд (в роли Педру II)
- Батч Пэтрик[англ.]
- Нед Ромеро[англ.]
- Виктор Сен Юнг[англ.]
- Карен Шарп
- Уоллес Форд
- Том Скерритт (в роли Эммета Далтона в детстве и Роя Бина)
- Форрест Такер (в роли Боба Далтона[англ.] в детстве)
- Джордж Такеи
- Хэл Смит
- Уильям Смит (в роли Джона Паркера[англ.] и Генри Брауна)
- Джули Соммарс (в роли Бландины Сегале[англ.])
- Фэй Спэйн (в роли Бедовой Джейн)
- Родс Ризон[англ.] (в роли Дикого Билла Хикока)
- Уоррен Стивенс[англ.] (в роли Дока Холлидея)
- Глория Толботт
- Дик Форан
- Ричард Андерсон
- Уильям Таннен[англ.] (в роли Айка Клэнтона[англ.])
- Виктория Ветри
- Грейс Уитни (в роли Нелли Кэшмен[англ.])
- Хоакин Мартинес[англ.]
- Питер Уитни[англ.] (в роли Роя Бина)
- Франсин Йорк (в роли Лилли Лэнгтри)
- Тан Вьенн
- Алан Янг (в роли Джона Стетсона)
- Роберт Юро (в роли Уильяма Бросиуса[англ.] и Кинга Фишера[англ.])
- Хейни Конклин (разные роли в 5 эпизодах)
- Джинн Бейтс (разные роли в 2 эпизодах)
- Филлис Коутс (разные роли в 7 эпизодах)
- Джеймс Гриффит (разные роли в 2 эпизодах)
- Лори Митчелл (разные роли в 3 эпизодах)
- Джон Эриксон (Аксель Калинэ в эпизоде The Thirty-Caliber Town)
- Джейн Фрейзи (Мелоди Маршалл в эпизоде The Rival Hash Houses)
- Лео Гордон (разные роли в 2 эпизодах)
- Марджори Стэпп (дочь мистера Литла в эпизоде Little Oscar's Millions)
- Хелен Клиб (разные роли в 3 эпизодах)
- Лестер Дорр (Сэм Портер в эпизоде She Burns Green)
- Патриция Бреслин (Нэнси в эпизоде The Streets of El Paso)
- Шэрон Фаррелл (Кора Франклин в эпизоде The Holy Terror)
- Дженни Максвелл (Дезайри в эпизоде Peter the Hunter)
- Чарльз Диркоп (разные роли в 2 эпизодах)
- Ричард Булл (разные роли в 2 эпизодах)
- Анна-Лиза (разные роли в 2 эпизодах)
- Джули Пэрриш (Мариана Харамильо в эпизоде Along Came Mariana)
- Билл Вудсон (свидетель #2 в эпизоде Alias James Stuart)
- Дж. Пэт О’Мэлли (разные роли в 5 эпизодах)

## Награды и номинации
- 1955[англ.] — «Эмми» в категории «Лучший вестерн- или приключенческий телесериал» — номинация.
- 1961 — Премия «Наследие вестерна» от Национального музея наследия ковбоев и вестернов[англ.] — победа.

## Факты
- Совместно с одноимённой радиопередачей-предшественником[англ.], транслировавшейся с 1930 по 1951 год, «Дни в Долине Смерти» являются «одной из самых длительных вестерн-программ в истории теле- радиовещания»[4] (40 лет).
- Спонсором телесериала выступила компания Pacific Coast Borax Company[англ.] (20 Mule Team Borax[англ.]), поэтому по ходу действия герои часто пользуются мылом Boraxo.
- В 52 эпизодах рассказчиком за кадром выступил будущий президент США Рональд Рейган, ещё в 21 эпизоде он сыграл роли «вживую». Эта была его последняя актёрская работа, с 1965 года он полностью посвятил себя политике.
- В 2013 году началась реставрация сериала[5].
- С 2015 года начался официальный выпуск сезонов сериала на DVD[6]. К июлю 2017 года были выпущены 14 сезонов из 18[7].

## Кадры из сериала

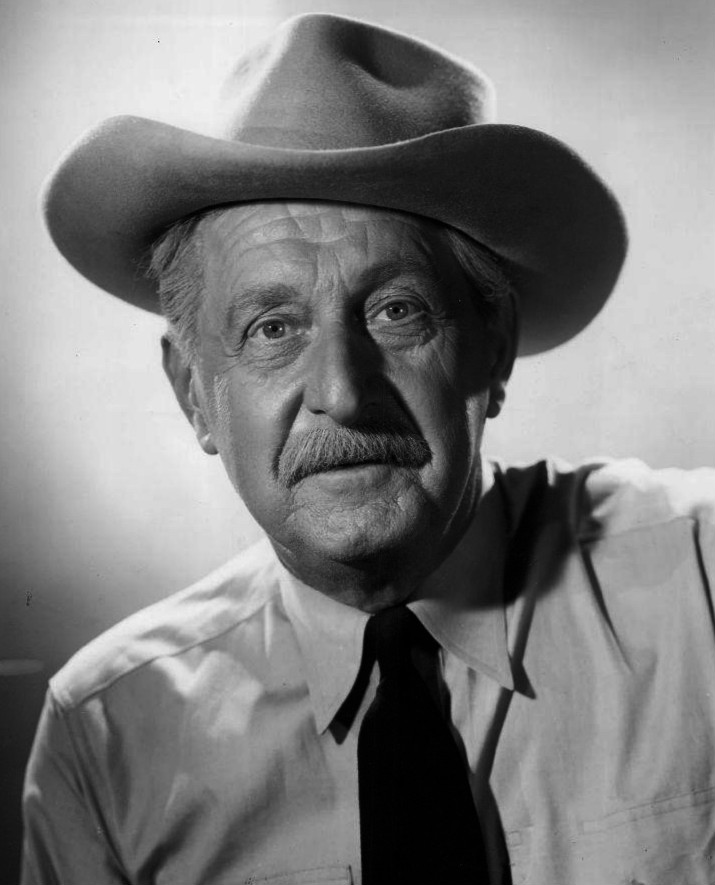
Стэнли Эндрюс (Старый Рейнджер)
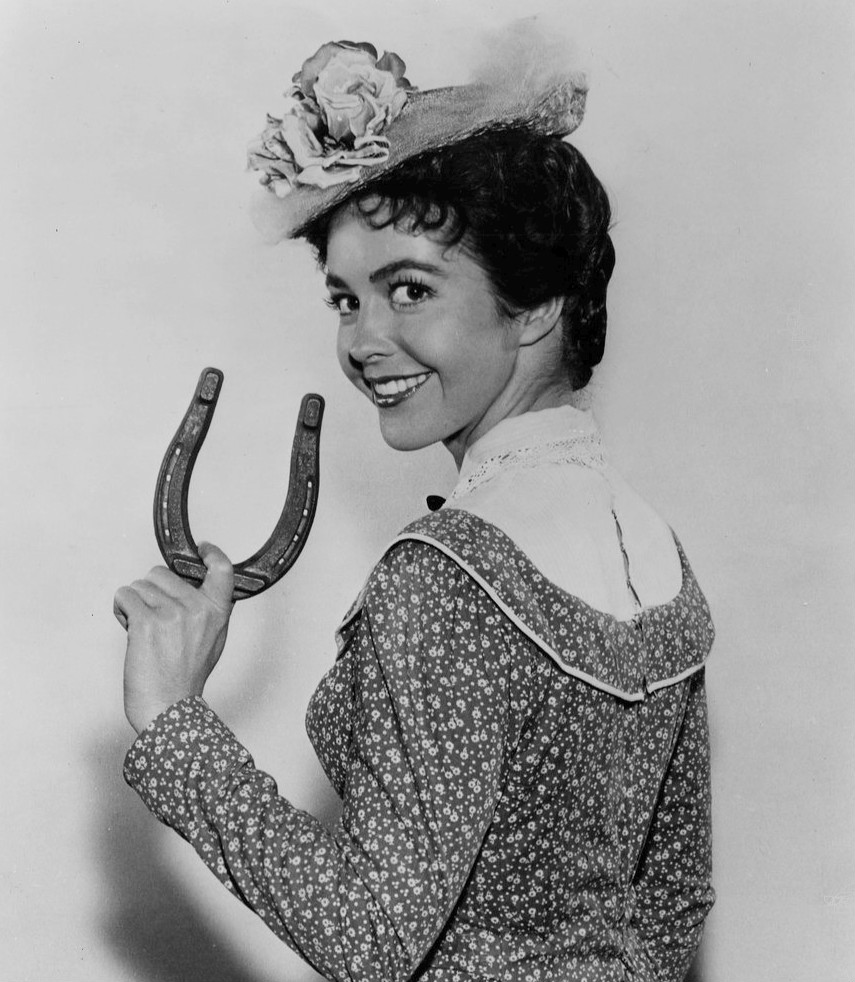
Мирна Фэй
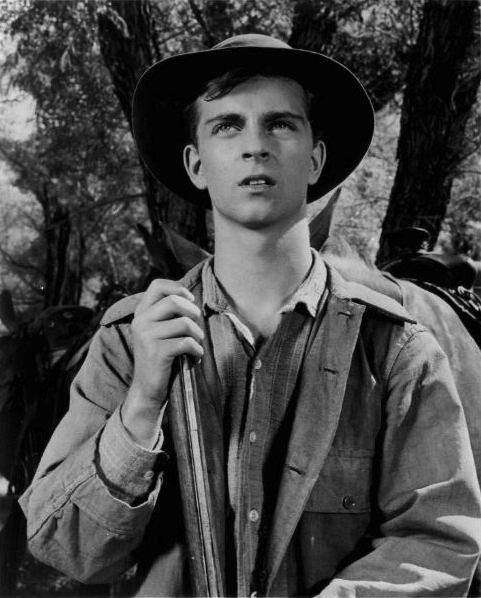
Томми Реттиг
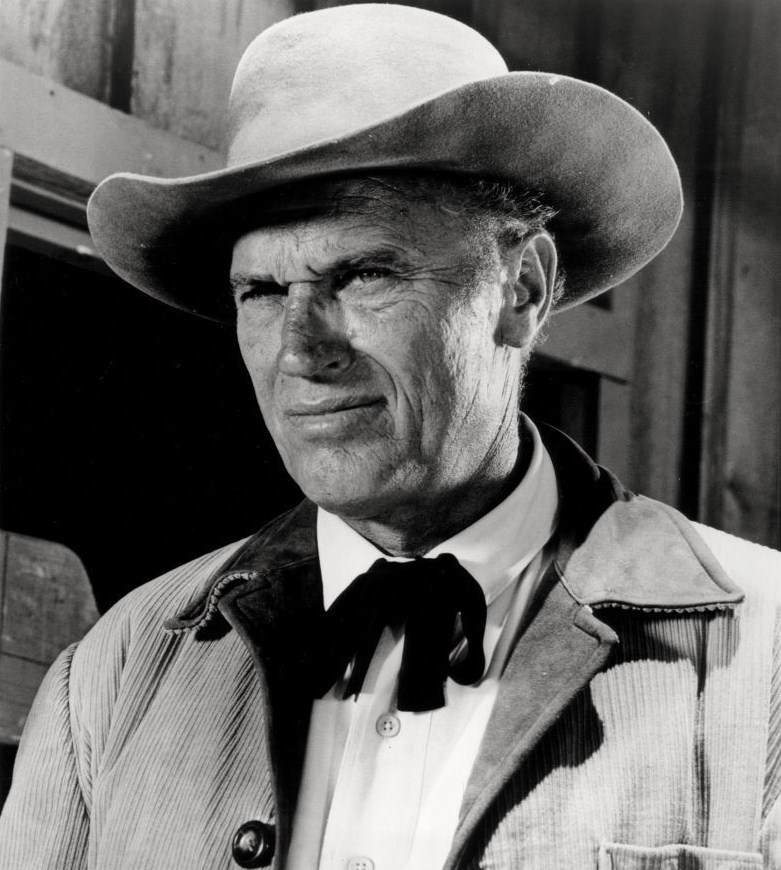
Роберт Уилк[англ.]
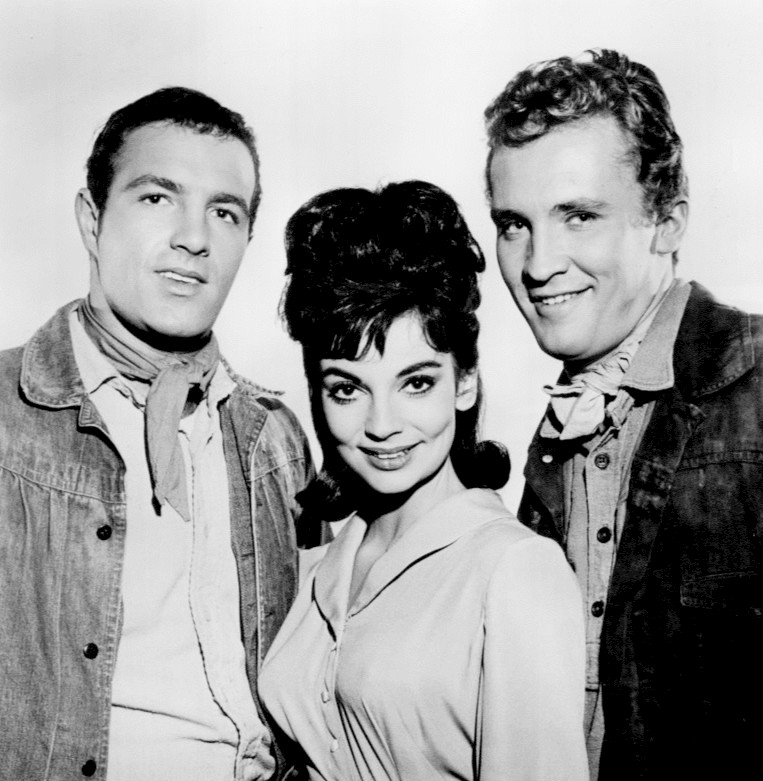
Слева направо: Джеймс Каан, Кэрин Капсинет и Рой Тиннес[англ.].